# نيوتون بيكولي
نيوتون بيكولي (بالبرتغالية: Neuton‏) (14 مارس 1990 بإيريتشيم في البرازيل - ) هو لاعب كرة قدم برازيلي في مركز الدفاع. لعب مع غريميو بورتو أليغرينزي ونادي ألباسيتي ونادي أودينيزي ونادي شابيكوينسي ونادي غرناطة ونادي واتفورد.

## وصلات خارجية
- نيوتون بيكولي على موقع قاعدة بيانات كرة القدم.إي يو (الإنجليزية)
- نيوتون بيكولي على موقع Soccerbase.com (لاعب) (الإنجليزية)
- نيوتون بيكولي على موقع Soccerway.com (الإنجليزية)
- نيوتون بيكولي على موقع AS.com (الإسبانية)